# Dziś do ciebie przyjść nie mogę
Dziś do ciebie przyjść nie mogę (znana także jako Kołysanka leśna) – polska piosenka wojskowa skomponowana dla członków ruchu oporu na przełomie 1942 i 1943 roku. Piosenka przez wiele lat funkcjonowała jako dzieło anonimowe, ostatecznie jednak, staraniami wdowy po autorze, przed specjalną komisją ZAIKS, potwierdzono autorstwo Stanisława Magierskiego ps. Jacek II (1904–1957), lubelskiego fotografa, farmaceuty i żołnierza AK. 
Według przekazu pozostawionego przez Piotra Wojciechowskiego, piosenka skomponowana została w czasie okupacji niemieckiej w mieszkaniu rodziny Magierskich, znajdującym się na drugim piętrze kamienicy pod adresem Narutowicza 14 w Lublinie. Częstym gościem Magierskich była w tamtym czasie poetka Julia Hartwig. 
Przyjmuje się, iż piosenka została po raz pierwszy wykonana w czasie konspiracyjnego zebrania Armii Krajowej we Lwowie.
W latach 60. XX wieku piosenka stała się popularna za sprawą przedstawienia teatralnego w reżyserii Ireneusza Kanickiego pod tym samym tytułem.
Piosenka znalazła się w albumie muzycznym Bo wolność krzyżami się mierzy oraz na płycie chóru Beati Cantores.

## Przesłanie i tekst piosenki
Podmiot liryczny przedstawia pożegnanie osoby uwikłanej w konflikt wojenny i rozdartej między obowiązkiem służby oraz miłością do ukochanej.
Piosenka ma wiele wariantów tekstów i zwrotek.